# Supranationalisme
Ne doit pas être confondu avec nationalisme.
 (décembre 2018).
Le supranationalisme est une doctrine, une tendance politique qui est favorable à l'instauration d'institutions supranationales. Le supranationalisme désigne alors la présence d'entités politiques disposant d'une supranationalité, ou encore des pouvoirs supérieurs sur certains points à ceux de la nation, comme les organisations supranationales.
Le concept de supranationalité s’oppose au principe de « souveraineté » d’un État, décrit dans l’article 3 de la Déclaration des droits de l'homme et du citoyen de 1789, et selon le principe que « toute Souveraineté réside essentiellement dans la Nation, qui exerce un pouvoir suprême ».

## Historique
Le supranationalisme est apparu avec la colonisation. C'est une tentative de justification politique à l'expansion coloniale, dont le but réel est l'ouverture de nouveaux marchés et l'accès à des matières premières.
Le supranationalisme a notamment été utilisé par les parlementaires français du début du XXe siècle pour justifier la « course aux colonies » à laquelle se livrent les pays occidentaux. Cette pensée, comme le colonialisme, contient une part de suprématie, c'est pourquoi les nationalistes y ont dans un premier temps adhéré, et cela d'autant plus que ce supranationalisme leur apparaissait être dans l'intérêt de la France et de sa puissance à l'échelle du globe face aux autres empires coloniaux.
Le supranationalisme a disparu avec la décolonisation. Les nationalistes se sont alors détachés de cette théorie qu'ils jugent désormais antinationale (car supposant l'existence d'une loi supérieure à celle de la nation).

## Organisation supranationale
Une organisation supranationale est une structure administrative qui dépasse les limites des États. Elle se différencie des organisations internationales par le fait qu'en son sein, les décisions sont prises par des institutions propres à l'organisation, et non par réunion de chefs d'État ou de leurs représentants. Une organisation supranationale est une entité nouvelle englobant plusieurs États (supra - national) et non un espace de coopération entre États (inter - national). Elle a également des compétences de législateur, ce qui n'est pas le cas d'une organisation internationale[réf. souhaitée].

### Exemple de l'Union européenne
Au niveau de l'Europe, le terme de supranationalité est apparu pour la première fois avec le traité de Paris (TCECA) du 18 avril 1951.
La Communauté européenne a par exemple été le pilier supranational de l'Union européenne. Le droit supranational s’impose sur le droit constitutionnel des États membres de l’organisation supranationale.
Si aucune règle supranationale ne s’applique à une situation donnée, on applique par défaut le droit constitutionnel de l’État. Les décisions qui sont prises au sein de ses institutions ne sont pas révocables par les États. Ainsi, les normes ont la primauté sur le droit national des États membres et doivent être transposées en droit national (directives) ou appliquées directement dans l'ensemble des États membres (règlements). À l'inverse, les deux autres piliers de l'Union européenne (la Politique étrangère et de sécurité commune (PESC) et la Justice et Affaires Intérieures (JAI) étaient des piliers organisés sur le mode intergouvernemental, c'est-à-dire que les États gardent le dernier mot : chaque État est libre de signer ou non une convention.
Depuis le traité de Lisbonne, la structure en pilier de l'Union a disparu et le caractère supranational ou intergouvernemental des décisions varie en fonction de la compétence dont elles relèvent : les compétences exclusives (supranationalité), les compétences partagées (intergouvernementale tant que l'Union ne légifère pas) et la compétences de coordination (intergouvernemental).

## Supranationalité et intergouvernementalité
À partir du 20 juin 1950, se tinrent les négociations sur le plan Schuman entre les représentants des six gouvernements. Du traité de Paris, signé le 18 avril 1951, est issue l’essentiel de l’architecture institutionnelle européenne.
L’enjeu est ici d’expliquer à la fois les positions qu’ils ont défendues en matière institutionnelle et le résultat final. Le point essentiel est que les choix institutionnels reflétèrent les problèmes d’interdépendance qui se posaient aux différents gouvernements engagés dans la négociation. Les délégations des États les plus interdépendants, la France et l’Allemagne insistèrent ainsi sur la nécessité d’un fort pouvoir supranational, tandis que les délégations des pays du Benelux dont la dépendance était plus diffuse et tenait surtout au risque d’être tenus à l’écart d’un marché commun formé par leurs grands voisins, défendirent plutôt des formes de contrôle intergouvernemental.
La France avait besoin d’une autorité supranationale pour contrôler la Ruhr avec le consentement de l’Allemagne et l’Allemagne avait besoin d’une autorité supranationale pour sortir du régime discriminatoire du statut d’occupation avec le consentement de la France.
La délégation à un pouvoir supranational fut ainsi préférée à une dépendance non régulée aux décisions de l’autre. Analyser la supranationalité à partir de « préférence » considérées comme exogènes ou déduites de débats internes avec les groupes d’intérêts sociétaux, comme le font les intergouvernementalistes, n’en saisit donc pas la pleine signification. Selon Andrew Moravcsik les préférences en matière de coopération internationale des groupes d’intérêts économiques sont elles-mêmes les produits de l’interdépendance croissante entre économies.
Mais cette approche libérale de l’interdépendance néglige la dimension proprement politique du phénomène, à savoir la vulnérabilité de gouvernements mutuellement dépendants des décisions et du pouvoir l’un de l’autre, quelle que soit la nature, économique ou autre, des enjeux concernés et sans que des groupes de pression sociétaux soient nécessairement impliqués. La supranationalité ne peut se comprendre que comme résultat d’un processus de transaction à partir d’une situation d’avantage défensif et d’interdépendance prépondérante entre gouvernements, autrement dit, comme l’institutionnalisation d’une situation de fait.

## Déficit de souveraineté de l'Union européenne et d'autres organisations supranationales
Dans une organisation supranationale, le problème de la valeur du principe d'égalité entre les différents États, qui s'applique aux organisations internationales (intergouvernementales), et du principe de l'égalité entre les citoyens, est résolu en faisant une approche sectorielle. Cela permet d'inclure de manière démocratique et innovante le nombre d'acteurs.
Celles-ci sont présentes non seulement dans le Parlement classique aux fonctions légèrement différentes, mais également dans les comités consultatifs tels que le Comité économique et social européen et le Comité européen des régions, auxquels les traités confèrent des pouvoirs équivalents à ceux des parlements dans leur propre domaine, mais qui sont présents, développant encore leur potentiel.
Dans l’organisation européenne, le traité de Lisbonne associe deux principes (un gouvernement parlementaire classique à un gouvernement élu politiquement) et une communauté supranationale avec une Commission européenne totalement indépendante. Les gouvernements tentent également de traiter le traité de Lisbonne comme un simple traité classique, qui ne nécessite ni l’appui des citoyens ni l’approbation démocratique. Le traité de Lisbonne proposé et le projet constitutionnel antérieur conservent toujours dans l’organisation européenne les éléments d’une organisation supranationale[réf. souhaitée].